# 维多利亚·马纳洛-德雷弗斯
维多利亚·马纳洛-德雷弗斯（英語：Victoria "Vicki" Manalo Draves，1924年12月31日—2010年4月11日），是一位美国女子跳水运动员。

## 生平
马纳洛的父亲是菲律宾人，母亲来自英国。1924年出生在旧金山，儿时的理想是成为一名芭蕾舞演员。但家里没钱支持她实现这些梦想，因此她转向练习游泳和跳水。在马纳洛刚开始从事跳水运动时曾遭到歧视。由于马纳洛的父亲是菲律宾移民，游泳教练帕特森（Phil Patterson）曾希望她使用母亲婚前的姓氏。因此有那么一小段时期，她的姓名是维多利亚·泰勒（Victoria Taylor）而不是维多利亚·马纳洛（Victoria Manalo）。马纳洛在旧金山费蒙特酒店游泳与跳水俱乐部（Fairmont Hotel Swimming and Diving Club）里练习游泳，但他们不让她成为俱乐部的会员，还在她与白人跳水运动员之间实行隔离。1944年，她开始接受跳水教练德雷弗斯（Lyle Draves）的训练，德雷弗斯后来成了她的丈夫。

## 荣誉
马纳洛獲得了1946年、1947年和1948年全国跳水冠军赛的跳台跳水冠军。在1948年夏季奥林匹克运动会，马纳洛夺得女子板、台跳水兩項金牌。她是在同一个奥运会赛期内获得两枚跳水金牌的第一位女运动员，也是在奥运会赢得奖牌的第一位亚裔美国妇女。旧金山的一所公园（Victoria Manalo Draves Park）以马纳洛的名字命名。